# Assemblea nazionale (Kenya)
L'Assemblea nazionale del Kenya è la camera bassa del Parlamento. Essa rappresenta i cittadini kenioti, nonché il potere legislativo del paese, congiuntamente con il Senato. L’Assemblea, tuttavia, avendo maggiori poteri, è più rilevante delle due.

## Composizione e mandato
Essa è costituita da 350 deputati, aventi mandato quinquennale, di 290 sono eletti con il sistema uninominale secco (conosciuto anche in inglese come “First-past-the-post”), e 13 seggi (di cui 12 colmati dai partiti in virtù del loro peso nell’Assemblea e uno spettante de iure ed ex-officio al Presidente dell’Assemblea) sono nominati. Tra i 290 elettivi, infine, 47 sono sì eletti secondo lo stesso sistema dei regolari 243, ma sono riservati alla affinché sia assicurata anche una rappresentanza femminile in assemblea.